# Anna Mortimer
Anna Mortimer (Contea di Westmeath, 27 dicembre 1390 – 21 settembre 1411 o successivamente) Al momento della nascita, Anna era la seconda, dopo suo padre, nella linea ereditaria al trono inglese.

## Origine
Era la figlia primogenita del quarto conte di March, conte dell'Ulster e luogotenente dell'Irlanda, Ruggero Mortimer (1374-1398) e della moglie, Alianore Holland, figlia di Thomas Holland, I conte di Kent.

## Biografia
Nacque in Irlanda, quando suo padre era l'erede al trono inglese. Alla morte del padre, Anna aveva circa otto anni d'età e il re, Riccardo II, non avendo ancora eredi legittimi, riconobbe come erede al trono d'Inghilterra, suo fratello, Edmondo. Quando Riccardo II, nel 1399, fu spodestato, Anna, assieme ai suoi fratelli, fu scavalcata dal cugino, Enrico di Lancaster, che reclamò il trono, per discendenza, per diritto di conquista e per elezione. Questa usurpazione portò in seguito, dopo circa cinquant'anni alla guerra delle due rose.
Comunque Enrico IV, appena salito al trono, prese in consegna i fratelli maschi di Anna, il piccolo Edmondo e suo fratellino Ruggero, che furono custoditi e trattati con ogni riguardo dai Lancaster a Windsor.
Anna, nel maggio 1406, sposò il cugino di terzo grado, Riccardo Plantageneto, III conte di Cambridge, della casa di York.
Anna morì, in seguito al parto del figlio secondogenito, Riccardo, il 21 settembre 1411, o in uno dei giorni seguenti.
Dopo che, alla morte di Enrico IV, nel 1413, il figlio e successore, Enrico V, aveva fatto liberare suo fratello, Edmondo, conte di March, restituendogli tutte le sue proprietà, suo marito, Riccardo, che, nel 1414, era divenuto conte di Cambridge, nel luglio 1415, con altri nobili aveva organizzato una congiura, che si proponeva di porre Edmondo sul trono al posto di Enrico V. Edmondo fu messo a parte del piano, ma, colto da un grave senso di colpa, corse a riferire il tutto al re, Enrico V, che perdonò Edmondo ma mandò al patibolo Riccardo.
Dopo la morte per peste, avvenuta in Irlanda, all'inizio del 1425, di Edmondo, che era senza eredi, i suoi titoli e beni passarono all'unico figlio maschio di Anna (l'unica dei fratelli di Edmondo ad avere avuto discendenza), al quattordicenne, Riccardo di York, che verso il 1450 avanzò le sue pretese al trono inglese, che portarono alla guerra delle due rose.

## Matrimonio e figli
Anna Mortimer aveva sposato, nel maggio del 1406, Riccardo Plantageneto, III conte di Cambridge, figlio del primo duca di York, Edmondo. Anna a Riccardo diede due figli:
- Isabella (1409-1484), che sposò Henry Bourchier, 1º Conte dell'Essex
- Riccardo (1411-1460), terzo duca di York, conte di Cambridge e dal 1425 (con grande vigore, dal 1450) pretendente al trono inglese che, nel 1455 diede inizio alla guerra delle due rose.

## Ascendenza
|                                     |                                 |                                           | Genitori                                     |  |  | Nonni |  |  | Bisnonni                          |  |  | Trisnonni       |  |
|                                     |                                 |                                           |                                              |  |  |       |  |  | Roger Mortimer, II conte di March |  |  | Edmund Mortimer |  |
|                                     |                                 |                                           |                                              |  |  |       |  |  | Roger Mortimer, II conte di March |  |  | Edmund Mortimer |  |
|                                     |                                 | Elizabeth de Badlesmere                   |                                              |  |  |       |  |  | Roger Mortimer, II conte di March |  |  |                 |  |
| Edmund Mortimer, III conte di March |                                 |                                           |                                              |  |  |       |  |  | Roger Mortimer, II conte di March |  |  |                 |  |
|                                     |                                 | Philippa Montacute                        | William Montacute, I conte di Salisbury      |  |  |       |  |  |                                   |  |  |                 |  |
|                                     |                                 | Philippa Montacute                        | William Montacute, I conte di Salisbury      |  |  |       |  |  |                                   |  |  |                 |  |
|                                     |                                 | Philippa Montacute                        | Catherine Grandison                          |  |  |       |  |  |                                   |  |  |                 |  |
| Roger Mortimer, IV conte di March   |                                 | Philippa Montacute                        |                                              |  |  |       |  |  |                                   |  |  |                 |  |
|                                     |                                 | Lionello Plantageneto, I duca di Clarence | Edward III, re d'Inghilterra                 |  |  |       |  |  |                                   |  |  |                 |  |
|                                     |                                 | Lionello Plantageneto, I duca di Clarence | Edward III, re d'Inghilterra                 |  |  |       |  |  |                                   |  |  |                 |  |
|                                     |                                 | Lionello Plantageneto, I duca di Clarence | Filippa di Hainaut                           |  |  |       |  |  |                                   |  |  |                 |  |
| Philippa di Clarence                |                                 | Lionello Plantageneto, I duca di Clarence |                                              |  |  |       |  |  |                                   |  |  |                 |  |
|                                     |                                 | Elizabeth de Burgh, IV contessa di Ulster | William Donn de Burgh, III conte di Ulster   |  |  |       |  |  |                                   |  |  |                 |  |
|                                     |                                 | Elizabeth de Burgh, IV contessa di Ulster | William Donn de Burgh, III conte di Ulster   |  |  |       |  |  |                                   |  |  |                 |  |
|                                     |                                 | Elizabeth de Burgh, IV contessa di Ulster | Maud di Lancaster                            |  |  |       |  |  |                                   |  |  |                 |  |
| Anne Mortimer                       |                                 | Elizabeth de Burgh, IV contessa di Ulster |                                              |  |  |       |  |  |                                   |  |  |                 |  |
|                                     | Thomas Holland, I conte di Kent | Robert de Holland, I barone di Holand     |                                              |  |  |       |  |  |                                   |  |  |                 |  |
|                                     | Thomas Holland, I conte di Kent | Robert de Holland, I barone di Holand     |                                              |  |  |       |  |  |                                   |  |  |                 |  |
|                                     | Thomas Holland, I conte di Kent | Maud la Zouche                            |                                              |  |  |       |  |  |                                   |  |  |                 |  |
| Thomas Holland, II conte di Kent    | Thomas Holland, I conte di Kent |                                           |                                              |  |  |       |  |  |                                   |  |  |                 |  |
|                                     |                                 | Joan, IV contessa di Kent                 | Edmondo Plantageneto, I conte di Kent        |  |  |       |  |  |                                   |  |  |                 |  |
|                                     |                                 | Joan, IV contessa di Kent                 | Edmondo Plantageneto, I conte di Kent        |  |  |       |  |  |                                   |  |  |                 |  |
|                                     |                                 | Joan, IV contessa di Kent                 | Margaret Wake, III baronessa Wake di Liddell |  |  |       |  |  |                                   |  |  |                 |  |
| Alianore Holland                    |                                 | Joan, IV contessa di Kent                 |                                              |  |  |       |  |  |                                   |  |  |                 |  |
|                                     |                                 | Richard FitzAlan, X conte di Arundel      | Edmund FitzAlan, IX conte di Arundel         |  |  |       |  |  |                                   |  |  |                 |  |
|                                     |                                 | Richard FitzAlan, X conte di Arundel      | Edmund FitzAlan, IX conte di Arundel         |  |  |       |  |  |                                   |  |  |                 |  |
|                                     |                                 | Richard FitzAlan, X conte di Arundel      | Alice de Warenne                             |  |  |       |  |  |                                   |  |  |                 |  |
| Alice FitzAlan                      |                                 | Richard FitzAlan, X conte di Arundel      |                                              |  |  |       |  |  |                                   |  |  |                 |  |
|                                     |                                 | Eleonora di Lancaster                     | Enrico Plantageneto, III conte di Lancaster  |  |  |       |  |  |                                   |  |  |                 |  |
|                                     |                                 | Eleonora di Lancaster                     | Enrico Plantageneto, III conte di Lancaster  |  |  |       |  |  |                                   |  |  |                 |  |
|                                     |                                 | Eleonora di Lancaster                     | Maud Chaworth                                |  |  |       |  |  |                                   |  |  |                 |  |
|                                     |                                 | Eleonora di Lancaster                     |                                              |  |  |       |  |  |                                   |  |  |                 |  |